# Mattestegen
Mattestegen är en matematikbok för skolbarn. 
Mattestegens nyaste upplaga skrevs 2002 och framåt. 
Mattestegen består av följande delar:

## Lilla mattestegen
För barn upp till årskurs 3.

## Mattestegen
För barn upp till årskurs 9. Mattestegen är uppdelad stegvis, dvs i olika svårighetsgrader. 1 är lättast och 16 svårast. Målen för åk 5 är att nå steg 5 och för åk 9 att nå steg 13. Det finns totalt 14 böcker utgivna (läs mer nedan). Dessa är:

### Höst
Dessa sju böcker inriktar sig på addition, subtraktion, multiplikation, division och statistik.
I Mattestegen finns det två olika sorters böcker. En som koncentrerar sig på 
addition, subtraktion, multiplikation, division och statistik. Den kallas Höst och består av sju böcker, A Höst, A Höst lättläst, B Höst, B Höst lättläst, C Höst, C höst lättläst och D Höst.

### Vår
Samma bokform som ovan, men Vår koncentrerar sig på bråk, procent, geometri och mått.
Alla böcker är skrivna av Kurt Rosenlund och Inger Backström.
Mattestegen ges ut av Natur & Kultur.